# Walther Flemming

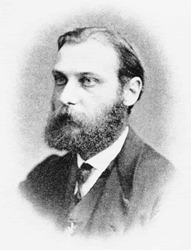
Walther Flemming

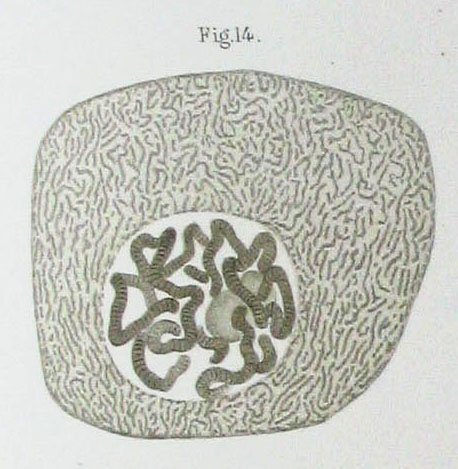
Polytänchromosomen in einer Speicheldrüsenzelle von Chironomus, eine von über 100 Zeichnungen in Flemmings Hauptwerk Zellsubstanz, Kern und Zelltheilung von 1882

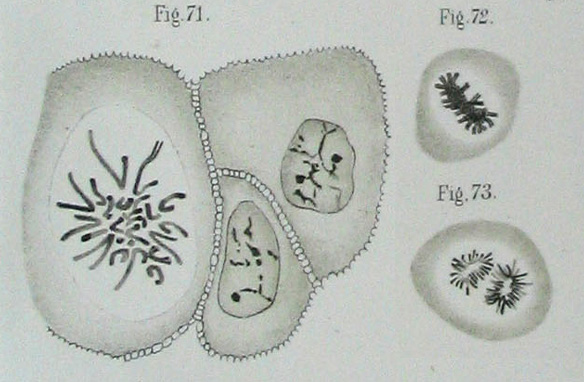
Darstellung von Mitosefiguren in Beiträge zur Kenntnis der Zelle und ihrer Lebenserscheinungen, Th. III (1882).
Die originale Bildunterschrift lautet: Einige aus vielen gesehenen Theilungen aus der menschlichen Cornea. Es handelt sich möglicherweise um die erste publizierte Darstellung menschlicher Chromosomen.

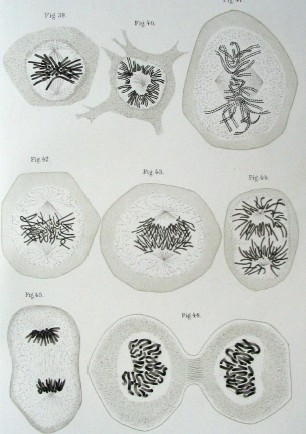
Weitere Mitosefiguren aus Zellsubstanz, Kern und Zelltheilung (1882)

Walther Flemming, auch Walter Flemming (* 21. April 1843 in Sachsenberg bei Schwerin; † 4. August 1905 in Kiel) war ein deutscher Anatom und Zellbiologe. Er gilt als der Begründer der Zytogenetik. Von ihm wurden 1879 die Begriffe Chromatin und Mitose geprägt.

## Leben
Walther Flemming wurde auf dem Sachsenberg, einer damals noch nicht zum Stadtgebiet von Schwerin gehörigen Heilanstalt, als fünftes Kind des dort wirkenden Psychiaters Carl Friedrich Flemming (1799–1880) und dessen zweiter Frau Auguste, geb. Winter, geboren. Er besuchte das Gymnasium Fridericianum Schwerin (damals die Residenz der Großherzöge von Mecklenburg-Schwerin), wo er Ostern 1862 das Abitur bestand. Auf dem Gymnasium machte er die Bekanntschaft mit Heinrich Seidel, mit dem ihn eine lebenslange Freundschaft verband. Flemming studierte in Göttingen, Tübingen, Berlin und an der Universität Rostock Medizin, wo er 1868 das Staatsexamen ablegte. In Tübingen wurde er Mitglied der Burschenschaft Germania Tübingen. Im Deutsch-Französischen Krieg 1870/71 diente er als Militärarzt. 1873 bis 1876 arbeitete er als Dozent an der (damals noch deutschsprachigen) Karl-Ferdinands-Universität in Prag. Nach einer erfolglosen Bewerbung um einen Lehrstuhl an der Universität Königsberg wurde er 1876 auf eine Professur für Anatomie an die Universität Kiel berufen, wo er als Direktor des dortigen Anatomischen Institutes bis zu seinem Tod wirkte. Im Jahr 1879 wurde er zum Mitglied der Leopoldina gewählt. An der Kieler Universität hatte Flemming, der von seinen Zeitgenossen als konfliktscheue und friedliebende Persönlichkeit beschrieben wurde und aufgrund seiner Milde und seines Wohlwollens bei seinen Studenten beliebt war, etliche Kämpfe mit der Universitätsverwaltung aufgrund der ungenügenden finanziellen und personellen Ausstattung des anatomischen Instituts auszufechten, was auf die Dauer seine Gesundheit untergrub. Er entwickelte eine nicht näher umschriebene neurologische Erkrankung, die ihn schließlich zur vorzeitigen Amtsaufgabe zwang. Er starb im Alter von 62 Jahren in Kiel.

## Werk
Flemming war einer der Pioniere der mikroskopischen Zytologie. Unter Verwendung der neu verfügbaren industriell hergestellten Anilinfarben fand er eine Zellstruktur, die sich stark mit basophilen Farbstoffen anfärben ließ und die er deswegen Chromatin (von altgriechisch χρῶμα, chroma = Farbe) benannte. Er entdeckte, dass das Chromatin mit fadenähnlichen Strukturen, den Chromosomen (d. h. „Farbkörperchen“) assoziiert war (dieser Name wurde 1888 von Heinrich Wilhelm Waldeyer geprägt). Etwa zur selben Zeit und unabhängig von Flemming machte der belgische Wissenschaftler Édouard van Beneden ähnliche Beobachtungen.
Flemming untersuchte den Prozess der Zellteilung und Teilung des Chromatins, für den er den Begriff Mitose prägte. Seine Ergebnisse veröffentlichte er 1882 in dem bahnbrechenden Werk Zellsubstanz, Kern und Zelltheilung. Aufgrund seiner Entdeckungen formulierte Flemming den Grundsatz omnis nucleus e nucleo (deutsch: Jeder Zellkern entsteht aus einem Zellkern), in Analogie zu Virchows omnis cellula e cellula (deutsch: Jede Zelle entsteht aus einer Zelle).
Die Arbeiten Gregor Mendels über Vererbung waren Flemming nicht bekannt, so dass er nicht zu der Vermutung kam, dass es sich bei den Chromosomen um die Erbsubstanz handeln könnte. Erst ein halbes Jahrhundert später wurde mit den Experimenten von Oswald Theodore Avery, Colin MacLeod und Maclyn McCarty bewiesen, dass die in den Chromosomen verpackte DNA tatsächlich die Erbsubstanz darstellt. Nichtsdestoweniger werden Flemmings Arbeiten (zusammen mit denen von August Weismann, Matthias Jacob Schleiden, Theodor Schwann, Thomas Hunt Morgan u. a.) zu den bedeutendsten der modernen Zellbiologie gezählt.
Die Deutsche Gesellschaft für Zellbiologie verleiht seit dem Jahre 2004 die Walther-Flemming-Medaille.

## Schriften (Auswahl)
- Beobachtungen über die Beschaffenheit des Zellkerns. In: Archiv für mikroskopische Anatomie. Band 13, 1877, S. 693–717.
- Beiträge zur Kenntniss der Zelle und ihrer Lebenserscheinungen. In: Archiv für mikroskopische Anatomie. Band 16, 1879, S. 302–436, Band 18, 1880, S. 151–259, und Band 20, 1881, S. 1–86.